# Jens Galschiot
Jens Galschiot (4 de junio de 1954, Frederikssund, Dinamarca-) es un escultor danés.
Su obra más conocida es la serie del Pilar de la Infamia, en danés Skamstøtten.

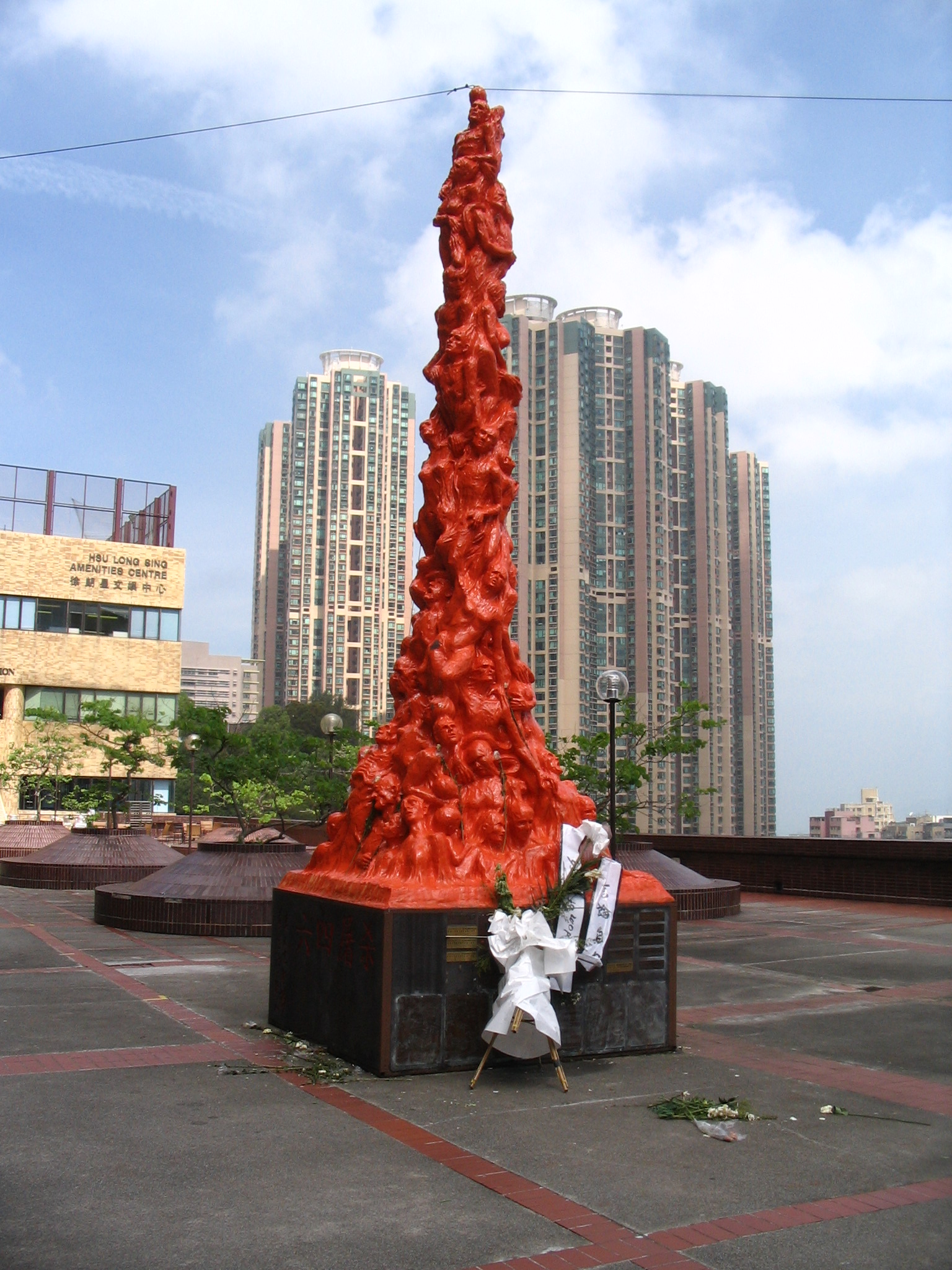
Pilar de la infamia.